# ラグザ大阪
ラグザ大阪（ラグザおおさか）とは、大阪市福島区福島5丁目にある高層ビルである。

## 概要
ホテルや事務所が入居するタワー（商業棟）の正式名称は阪神杉村ビルディングだが、ラグザタワーとも呼ばれ、北棟（ノースオフィス）と南棟（サウスオフィス）からなる。北棟はオフィスフロア（ノースオフィス）があり、南棟（サウスオフィス）は3〜4階を除きホテル阪神となっている。それぞれの低層階部分や地下などにはホテル阪神のレストランを含め飲食店が多数入り、ラグザスクエアと呼ばれている。また、定期借地権付分譲住宅となっているレジデンス（住居棟）がタワー（商業棟）の東側に隣接して建設されている。
2011年（平成23年）には、シンガポールの大手医療機関「ラッフルズ・メディカル・グループ」が日本進出にあたって開設する予定のクリニックの最有力候補地であるとして報じられた。この計画では、外国人医師やバイリンガルの日本人医師が診療する内科、循環器科、消化器科などを展開、ホテル阪神への宿泊と併せた医療観光として商品化するという。実際には、ラグザ大阪ではなく、同じ阪神電鉄系列の「ハービスOSAKA」内の商業施設「ハービスPLAZA」へ2015年（平成27年）9月に「ラッフルズ・メディカル大阪」が開業している。
これらの建築物は、かつての阪神電鉄本線および同線福島駅が地下化された跡地に建設されている。
2009年（平成21年）1月に、土地と建物の一部（約81.8%）を阪急リート投資法人（現 阪急阪神リート投資法人）が取得した。

## ラグザタワー
B2F：駐車場
B1F：飲食店
1F：ホテルロビー、飲食店、商店
2F～3F：飲食店、商店、事務所
4F～9F：事務所等
10F～13F：結婚式場、宴会場
14F～23F：宿泊施設

## 近隣公共施設
- ほたるまち
- NTTテレパーク堂島

## 近隣超高層ビル
- シティタワー西梅田
- ローレルタワーサンクタス梅田
- The Tower Osaka
- NTTデータ堂島ビル

## 交通機関

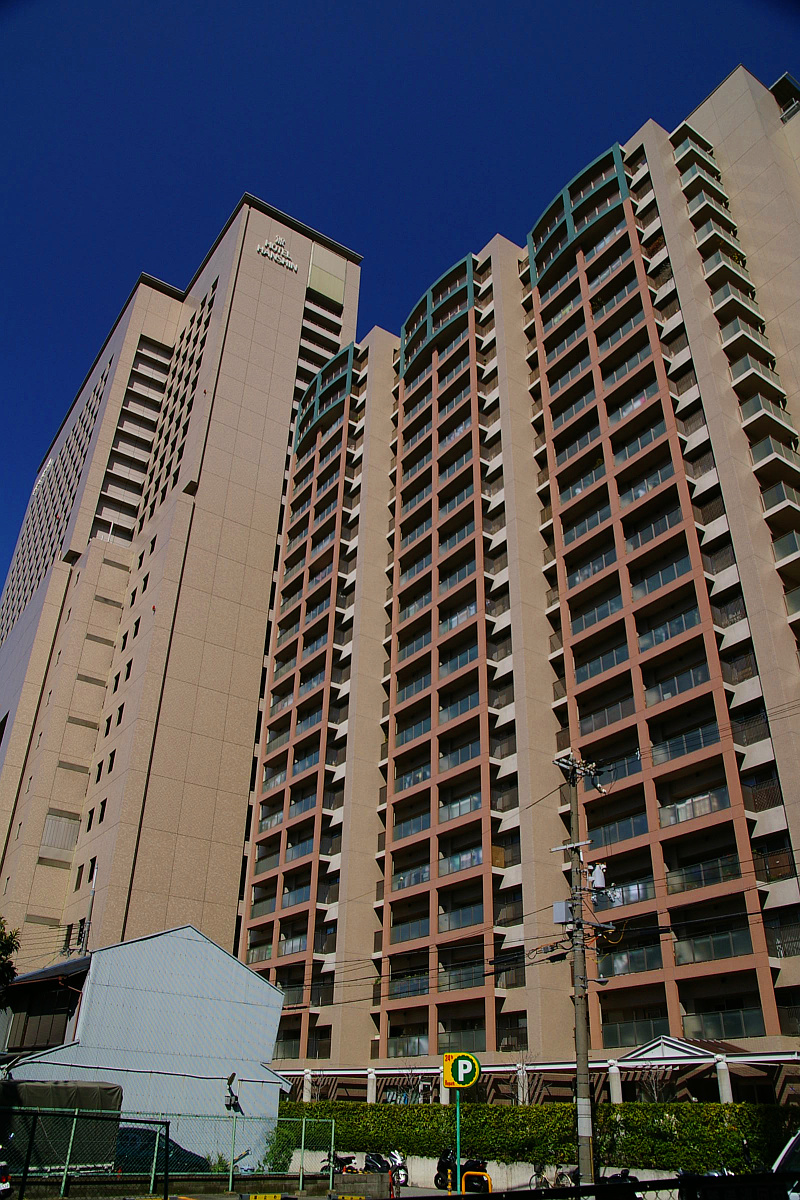
ラグザ大阪 レジデンス

- JR大阪環状線 福島駅 約50m、徒歩1分
- JR東西線 新福島駅 約200m、徒歩3分
- 阪神電鉄本線 福島駅 約200m、徒歩3分
- 大阪国際空港行きエアポートバスがホテルエントランスに停車する
- 阪神高速11号池田線 福島出入口